# Стеф Блок
Стефан Авраам «Стеф» Блок (нід. Stephanus Abraham Blok; 10 грудня 1964, Еммелорд) — нідерландський політик, депутат Палати представників (1998—2002, 2002—2012), у 2012—2017 роках та 2018—2021 роках міністр закордонних справ Нідерландів. Міністр у справах фінансів та кліматичної політики з 25 травня 2021.

## Життєпис
Закінчив середню школу в Лейдені (1983 р.), а 1988 року вивчав управління бізнесом у університеті Гронінгена. У 1988—1998 роках працював у банку ABN AMRO, став директором департаменту корпоративного банкінгу.
Став учасником політичної діяльності в рамках Народної партії за свободу і демократію (VVD), до якої він приєднався 1988 року. У 1994—1998 роках був радником у Nieukkoop. 1998 року він уперше отримав мандат члена Палати представників, також обраний до нижньої палати Генеральних штатів у 2002, 2003, 2006, 2010 і 2012 роках. У 2010—2012 роках був парламентським лідером фракції лібералів у Палаті представників. Він замінив Марка Рютте, який став прем'єр-міністром. У листопаді 2012 року Стеф Блок приєднався до другого уряду Рютте як міністр без портфеля житлових та комунальних послуг. У березні 2015 року він тимчасово керував Міністерством юстиції. З червня до вересня 2016 року він керував Міністерством внутрішніх справ. У січні 2017 року він замінив Арду ван дер Стьюра на посаді міністра юстиції. Обіймав посаду до жовтня 2017 року.
З 7 березня 2018 до 25 травня 2021 року обіймав посаду міністра закордонних справ.
Міністр у справах фінансів та кліматичної політики з 25 травня 2021.